# Phelan Hill

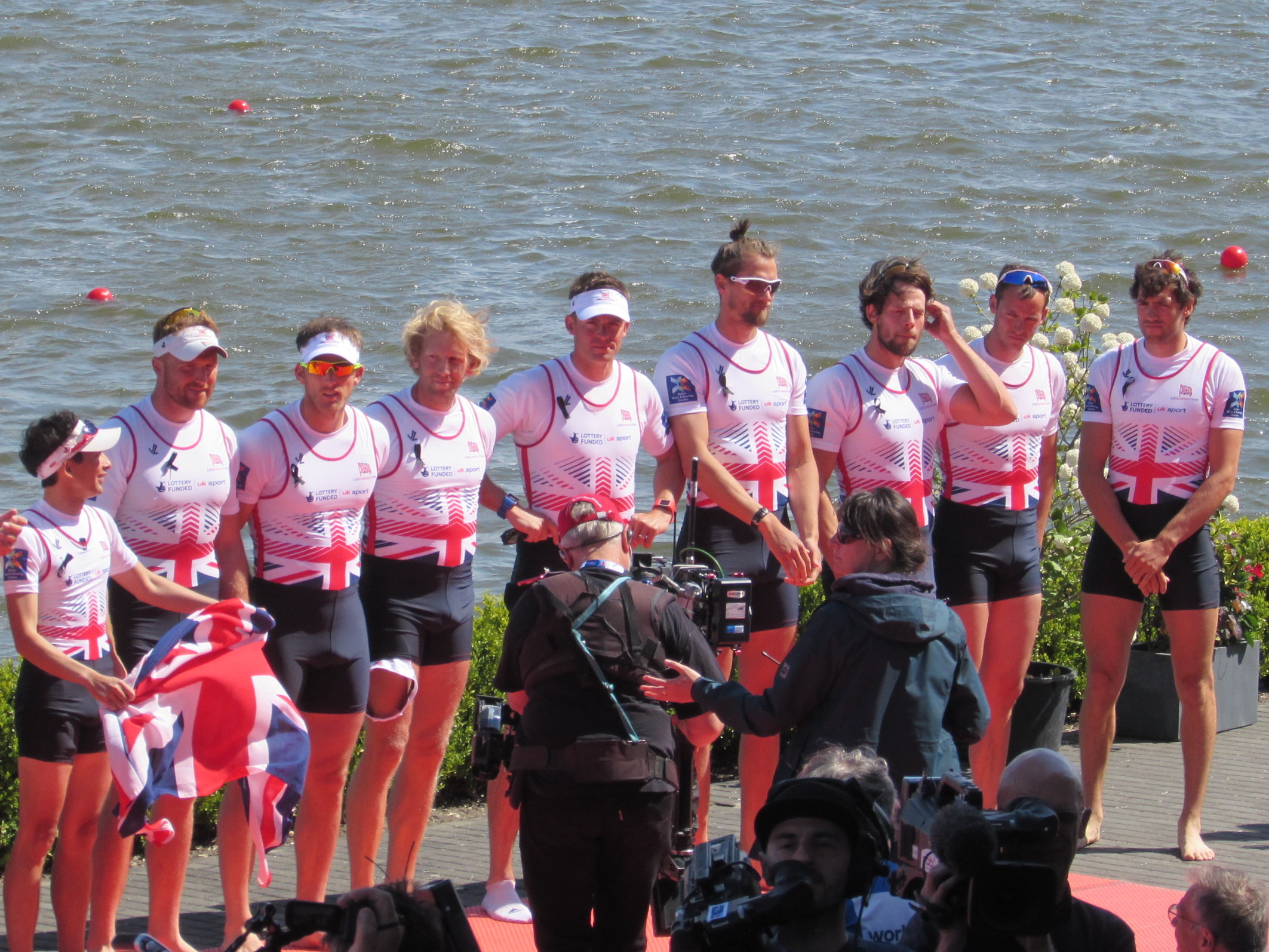
Phelan Hill (links) mit dem britischen Achter bei der EM 2016

Phelan Peter Hill, MBE (* 21. Juli 1979 in Bedford) ist ein britischer Ruderer. Seit 2009 ist Hill Steuermann des britischen Achters, er war Weltmeister 2013 bis 2015 und Olympiasieger 2016.

## Karriere
Hill trat erst 2007 erstmals im Ruder-Weltcup an, bei seinem Debüt siegte er mit dem britischen Achter in Amsterdam. Bei den Ruder-Weltmeisterschaften 2007 steuerte er den Vierer mit Steuermann auf den vierten Platz. Mit drei Ruderern dieser Crew wechselte Hill 2008 in den Achter, der bei den Ruder-Europameisterschaften den sechsten Platz belegte; dies war aber gewissermaßen der britische B-Achter, kein Ruderer aus diesem Boot saß in dem Achter, der bei den Olympischen Spielen 2008 die Silbermedaille gewann.
2009 rückten mehrere Ruderer des B-Achters von 2008 in den britischen Achter auf, der im Weltcup zwei dritte Plätze und einen vierten Platz erreichte und bei den Ruder-Weltmeisterschaften 2009 den fünften Rang belegte. 2010, zwei Jahre vor den Olympischen Spielen in London, rückte der britische Achter durch das Comeback des inzwischen 38 Jahre alten Olympiasiegers von 1992 Gregory Searle ins Blickfeld der Öffentlichkeit. Der britische Achter siegte beim Weltcup-Auftakt in Bled und belegte zweimal den dritten Rang, bei den Ruder-Weltmeisterschaften 2010 gewannen die Briten die Silbermedaille hinter dem Deutschland-Achter. Im Jahr darauf gewannen die Briten erneut Silber hinter den Deutschen. Auch im Olympiajahr 2012 blieb der Deutschland-Achter für die Briten unschlagbar, zwei zweiten Plätzen und einem dritten Platz im Weltcup folgte in der Olympiaregatta der dritte Platz hinter den Deutschen und den Kanadiern.
2013 beendeten die Briten die deutsche Siegesserie seit 2009. Der britische Achter gewann die Weltcupregatten in Sydney und Eton, belegte allerdings in Luzern nur den vierten Platz. Bei den Ruder-Weltmeisterschaften 2013 in Chungju siegten die Briten vor den Deutschen. 2014 gewann der britische Achter mit nur drei Weltmeistern des Vorjahres die Bronzemedaille bei den Ruder-Europameisterschaften 2014 in Belgrad. Für die Ruder-Weltmeisterschaften 2014 in Amsterdam wurde der Achter gegenüber den Europameisterschaften erneut umbesetzt, letztlich saßen vier Mitglieder des Vorjahres-Weltmeisters bei der Titelverteidigung im Boot. 2015 gewann Hill mit dem britischen Achter die Silbermedaille bei den Europameisterschaften und die Goldmedaille bei den Weltmeisterschaften. Zum Saisonauftakt 2016 belegte Hill mit dem britischen Achter hinter Deutschen und Russen den dritten Platz bei den Europameisterschaften in Brandenburg an der Havel. Im Finale der Olympischen Spiele 2016 gelang den Briten wie bei den drei Weltmeisterschaften seit 2013 ein Sieg vor dem Deutschland-Achter.
Der 1,75 Meter große Phelan Hill rudert für den Leander Club.

## Endkampfplatzierungen
(OS = Olympische Spiele; WM = Weltmeisterschaften; EM = Europameisterschaften)
- WM 2007: 4. Platz im Vierer mit Steuermann (James Orme, Marcus Bateman, Tom Wilkinson, Oliver Moore und Phelan Hill)
- EM 2008: 6. Platz im Achter (Charles Burkitt, Nathaniel Reilly-O’Donnell, Phil Turnham, Tom Broadway, Marcus Bateman, James Orme, Tom Burton, Tom Wilkinson und Phelan Hill)
- WM 2009: 5. Platz im Achter (Tom Broadway, Tom Burton, James Orme, Tom Solesbury, Tom Wilkinson, Daniel Ritchie, Tom Ransley, James Clarke und Phelan Hill)
- WM 2010: 2. Platz im Achter (Tom Broadway, James Clarke, Cameron Nichol, James Foad, Mohamed Sbihi, Gregory Searle, Tom Ransley, Daniel Ritchie und Phelan Hill)
- WM 2011: 2. Platz im Achter (Nathaniel Reilly-O’Donnell, Cameron Nichol, James Foad, Alex Partridge, Mohamed Sbihi, Gregory Searle, Tom Ransley, Daniel Ritchie und Phelan Hill)
- OS 2012: 3. Platz im Achter (Alex Partridge, James Foad, Tom Ransley, Richard Egington, Mohamed Sbihi, Greg Searle, Matt Langridge, Constantine Louloudis und Phelan Hill)
- WM 2013: 1. Platz im Achter (Daniel Ritchie, Tom Ransley, Alex Gregory, Peter Reed, Mohamed Sbihi, Andrew Triggs Hodge, George Nash, William Satch und Phelan Hill)
- EM 2014: 3. Platz im Achter (Scott Durant, Oliver Cook, Philip Congdon, Matthew Gotrel, Peter Reed, William Satch, Matthew Tarrant, James Foad und Phelan Hill)
- WM 2014: 1. Platz im Achter (Nathaniel Reilly-O’Donnell, Matthew Tarrant, William Satch, Matthew Gotrel, Peter Reed, Paul Bennett, Tom Ransley, Constantine Louloudis und Phelan Hill)
- EM 2015: 2. Platz im Achter (Matthew Gotrel, Stewart Innes, Peter Reed, Paul Bennett, Mohamed Sbihi, Alex Gregory, George Nash, William Satch und Phelan Hill)
- WM 2015: 1. Platz im Achter (Matthew Gotrel, Constantine Louloudis, Peter Reed, Paul Bennett, Mohamed Sbihi, Alex Gregory, George Nash, William Satch und Phelan Hill)
- EM 2016: 3. Platz im Achter (Matthew Gotrel, Scott Durant, Tom Ransley, Paul Bennett, Peter Reed, Andrew Triggs Hodge, Matt Langridge, William Satch und Phelan Hill)
- OS 2016: 1. Platz im Achter (Scott Durant, Tom Ransley, Andrew Triggs Hodge, Matthew Gotrel, Peter Reed, Paul Bennett, Matt Langridge, William Satch und Steuermann Phelan Hill)